# Gertraud Geißler
Gertraud Geißler (geb. vor 1978) ist eine deutsche Pianistin und Hochschullehrerin für Klavierspiel und Korrepetition an der Hochschule für Musik Carl Maria von Weber Dresden. Im Jahr 1978 erhielt sie den Robert-Schumann-Preis der Stadt Zwickau.
Gertraud Geisler gab mehrfach Konzerte mit den von Paul Kurzbach vertonten Trakl-Liedern, z. B. anlässlich des einhundertsten Geburtstages dieses Komponisten im Jahr 2002. Sie hatte bereits 1987 mit anderen Künstlern und dem Komponisten selbst Schallplattenaufnahmen dieser Trakl-Vertonungen eingespielt.

## Diskographie
- Wolfgang Lesser - Ein Tag in unserer Stadt / Fünf Lieder aus dem Dreistrophenkalender von Georg Maurer / Carl-Heinz Pick - Du schwarze Erde (Label: Nova - 885099, Viny LP, 1977) mit Gertraud Geißler, Karl-Heinz Stryczek, Irene Werner, Günther Leib (Künstler)
- Kveta Konickova (Sopran), Günter Philipp (Klavier), Gertraud Geißler (Klavier) et al.: ... und in der Stille singe ich - Lieder sorbischer Komponisten (Label: Nova - 885225, Vinyl-LP, 1981)[5]
- Paul Kurzbach, Werner Zeibig, Kammerchor der Singakademie Karl-Marx-Stadt – Kontrabass Konzert • Chöre • Trakl-Lieder (Label: Nova – 885270, Vinyl-LP, 1987) mit Gertraud Geißler am Piano bei den Trakl-Liedern
- Junge Interpreten[6] musizieren.  Mit Werken von Robert Schumann, Frédéric Chopin, Sergej Rachmaninow, Modest  Mussorgski, Alexander Skjabin, Hugo Wolf, Henri Wienawski. Solisten: Gertraud Geissler, Klavier; Brigitte Funke, Violine; Thorsten Rosenbusch, Violine; Helmut Hüttner, Klavier; Andreas Pistorius, Klavier; Peter Wass, Klavier; Helmut Pfeuffer, Klavier; Irene Brunko, Klavier; Rolf Ludwig, Horn; Andrea Ihle, Sopran; Waldemar Wild, Bass. Aufgenommen 1977 im Studio Lukaskirche in Dresden. Eterna 1978. Artikel-Nr.: 8 27 113.